# 本日ハ晴天ナリ (槇原敬之のアルバム)
『本日ハ晴天ナリ』（ほんじつはせいてんなり）は、槇原敬之12枚目のオリジナル・アルバム。2002年11月7日発売。発売元はワーナーミュージック・ジャパン。

## 解説
1年ぶりの新作。本作は先行シングル3枚と、リカットシングル1枚を収録している。
「さよなら小さな街」は野宮真貴に提供曲のセルフカバー。「I got a friend.」はNTT東日本CMソング（CMは新垣結衣が出演）。
初回生産分は、ペーパースリーブ仕様。
2012年11月14日、槇原監修の上、24bitデジタルリマスターされ再発（ワーナーミュージックジャパン所属時オリジナル全て同時発売）。

## 収録曲
全曲作詞・作曲・編曲：槇原敬之
1. AMAZING GRACE
2. Wow
3. 24hr Supermarket
4. 縁
  - 「雨ニモ負ケズ」のカップリング曲。
5. 花火の夜
6. 君の声を待つ夜
7. これはただの例え話じゃない
8. さよなら小さな街
9. I got a friend.
10. 雨ニモ負ケズ [Album Ver.]
11. 本日ハ晴天ナリ
12. Turtle Walk [Album Ver.]

## 関連作品
Wow
- 28thシングル『Wow』
- ベスト・アルバム『Completely Recorded』
- ライブアルバム・DVD『SYMPHONY ORCHESTRA CONCERT "cELEBRATION 2010" 〜Sing Out Gleefully!〜』

縁
- 25thシングル『雨ニモ負ケズ』

花火の夜
- 26thシングル『花火の夜』
- ベスト盤『Completely Recorded』
- ライブアルバム・DVD『SYMPHONY ORCHESTRA CONCERT "cELEBRATION 2005" 〜Heart Beat〜』

これはただの例え話じゃない
- 27thシングル『これはただの例え話じゃない』

雨ニモ負ケズ
- 25thシングル『雨ニモ負ケズ』
- ベスト盤『Completely Recorded』

Turtle Walk
- 27thシングル『これはただの例え話じゃない』
- ライブアルバム・DVD『SYMPHONY ORCHESTRA CONCERT "cELEBRATION 2010" 〜Sing Out Gleefully!〜』